# Susie Sulocki
Susie Sulocki, egentligen Susan Claire Kempe, född Caddy 2 juni 1942, är en svensk dansare och skådespelare. 
Hon är mor till skådespelaren Kim Sulocki.

## Filmografi
- 1975 – Kom till Casino

### Dans
- 1982 – Ingenjör Andrées luftfärd

## Teater

### Roller (ej komplett)
| År   | Roll    | Produktion                                                              | Regi            | Teater        |
| ---- | ------- | ----------------------------------------------------------------------- | --------------- | ------------- |
| 1965 | Velma   | West Side Story Leonard Bernstein, Stephen Sondheim och Arthur Laurents | Rikki Septimus  | Oscarsteatern |
| 1970 |         | Csardasfurstinnan Emmerich Kálmán, Leo Stein och Béla Jenbach           | Isa Quensel     | Oscarsteatern |
| 1981 | Juliska | Csardasfurstinnan Emmerich Kálmán, Leo Stein och Béla Jenbach           | Ivo Cramér      | Oscarsteatern |
| 1982 | Pipette | Animalen Lars Johan Werle och Tage Danielsson                           | Tage Danielsson | Oscarsteatern |
| 1983 | Hedvig  | Nine Maury Yeston                                                       | Gene Nettles    | Oscarsteatern |